# Église Saint-Vincent de Mantet
Pour les articles homonymes, voir église Saint-Vincent.
L'église Saint-Vincent de Mantet est une église romane située à Mantet, dans le département français des Pyrénées-Orientales.
Dédiée à Saint Vincent, elle a été consacrée en septembre 1102 par l'évêque d'Elne et le prieur de Sainte-Marie de Corneilla-de-Conflent et placée sous cette double autorité apostolique.
C’est de cette époque que peuvent être datées les constructions d’origine dont subsistent le premier niveau de l’abside, assemblé en blocs de granite de taille assez imposante, et les murs des côtés nord et ouest.
Le clocher a été construit postérieurement au-dessus de l’abside. Il s’agit d’un clocher-mur en arcade dans l’ouverture duquel se trouvent deux cloches en fonte datées du XIXe siècle.
Sur la première est inscrit : « Sit nomem domini benedictum Mantet Jean Baptiste 1818, Decharme fondeur. »
Sur la seconde, qui provient de la fonderie Louison Lévêque et Amans Gendre successeur, à Toulouse, on peut lire l’inscription : « Sit nomem domini benedictum. Parrain Vincent Vidal, adjoint. Marraine Marie Vidal, donateurs. Curé Sarradeill, Maire J. Ricard, 1878. »
Avant de pénétrer dans l’église, à gauche de la porte d’entrée, se trouve un curieux vestige. Adossé à la façade et rehaussé sur un socle, un bloc de granit rectangulaire a été creusé en son centre d’un foculus, une cavité de forme carrée de faible profondeur qui est reliée au bord antérieur de la dalle de pierre par une rigole-déversoir taillée en oblique.
Cet agencement peut évoquer la pratique des libations rituelles d’une antique religion, ce qui indiquerait la présence d’une pierre d’autel païen, témoin d’un culte antérieur à la christianisation du lieu[réf. nécessaire].